# 陳珮瑩

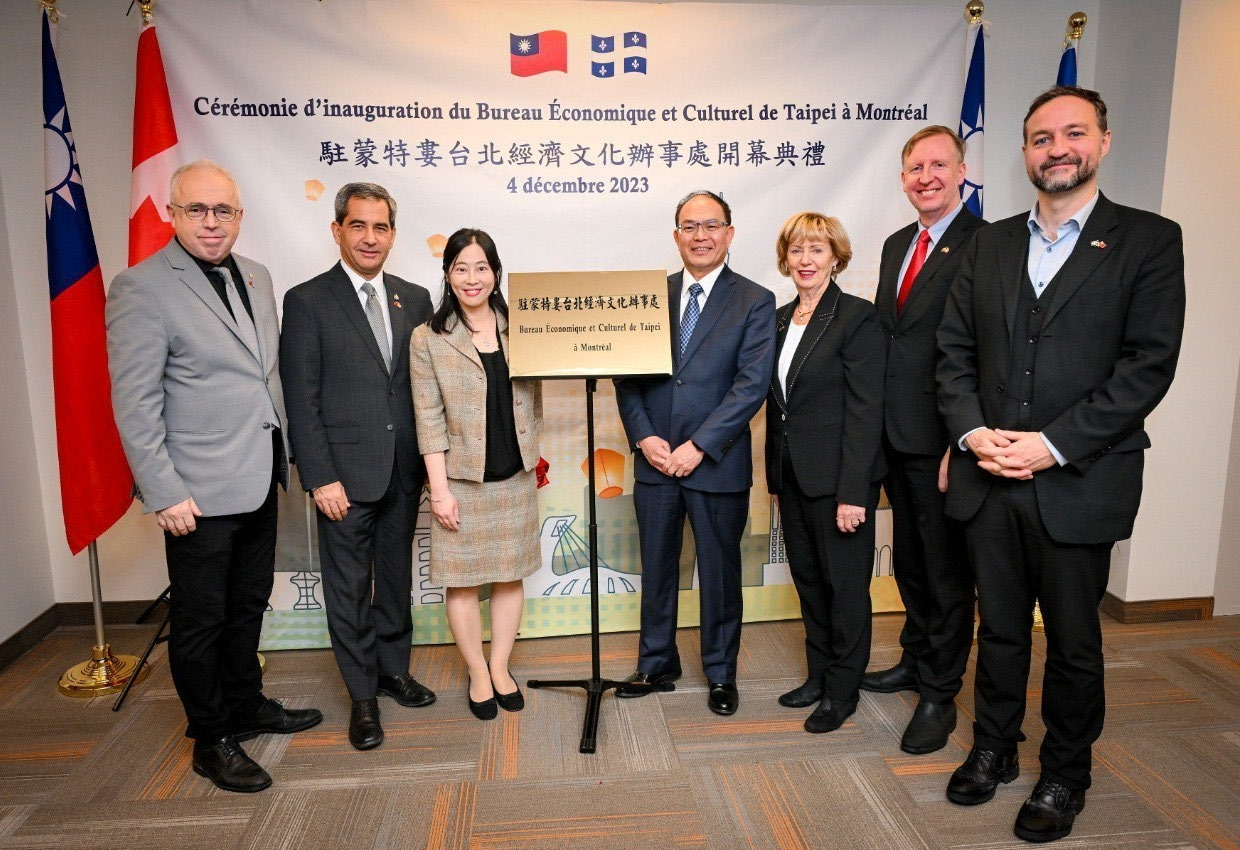
2023年12月4日，駐蒙特婁臺北經濟文化辦事處正式掛牌設立，中華民國駐加拿大代表曾厚仁（中右）、首任處長陳珮瑩（中左）、加拿大下議院國際貿易委員會主席暨加臺國會議員友好協會會長茱蒂·史葛洛（右3）等議員共同揭牌。

陳珮瑩，中華民國外交官。畢業於國立臺灣大學政治學系學士班，1998年進人外交部，曾任駐歐盟兼駐比利時代表處／駐芬蘭臺北代表處秘書、外交部領事事務局護照行政組科長、駐波士頓臺北經濟文化辦事處組長、外交部長辦公室／國家安全會議秘書長辦公室副參事、臺灣美國事務委員會副秘書長、駐紐約臺北經濟文化辦事處公使銜副處長、駐蒙特婁臺北經濟文化辦事處總領事銜處長等職務。

## 職業生涯
2022年12月20日，中華民國外交部宣布將在加拿大第2大城亦是法語區設立駐蒙特婁辦事處。2023年7月，由駐紐約辦事處副處長陳珮瑩出任首任處長。10月6日，舉行中華民國（臺灣）112年國慶酒會，由陳珮瑩主持，是辦事處宣布成立以來，首次舉行的大型公開活動。12月4日，辦事處正式揭牌對外運作。